# Paradoks głosowania
Paradoks głosowania (paradoks Condorceta) – paradoks polegający na tym, że preferencje grupy wyborców mogą być cykliczne – czyli że relacja „większość preferuje X nad Y” nie jest przechodnia, nawet jeśli dla każdego wyborcy „wyborca preferuje X nad Y” tak właśnie jest.
Na przykład preferencje wyborców dla 3 kandydatów to, od najbardziej preferowanego:
- Wyborca 1 – A B C
- Wyborca 2 – B C A
- Wyborca 3 – C A B

Jak widać, 2/3 wyborców uważa, że A jest lepszy niż B, 2/3 uważa, że B jest lepszy niż C, i 2/3 uważa, że C jest lepszy niż A.

## Przykład
Załóżmy, że obecnie obowiązującym rozwiązaniem jest wariant A. Zgodnie jednak z hierarchią swoich preferencji, zarówno Wyborca 2, jak i Wyborca 3 preferują rozwiązanie C nad rozwiązaniem A (jest ono w przypadku obu tych wyborców wyżej w hierarchii ich preferencji). Zatem porozumieją się oni, przegłosują Wyborcę 1 i ustanowią nowe rozwiązanie w postaci wariantu C.
W sytuacji, w której obowiązującym rozwiązaniem jest wariant C, dwóch wyborców – pierwszy i drugi preferują wariant B nad obowiązującym wariantem C. Dlatego tym razem Wyborcy 1 i 2 porozumieją się przeciwko Wyborcy 3 i przegłosują wprowadzenie rozwiązania B.
Jak łatwo zauważyć, Wyborcy 1 i 3 wolą jednak rozwiązanie A od rozwiązania B, dlatego też w sytuacji gdy obecnie obowiązującym rozwiązaniem jest wariant B, porozumieją się oni i przegłosują wprowadzenie wariantu A, powracając w ten sposób do punktu wyjścia.
Głosowanie będzie więc miało charakter cykliczny i z tego powodu będzie niekonkluzywne. Nie istnieje trwałe rozwiązanie dla takiego układu preferencji, pomimo tego, że każdy z wyborców z osobna ma spójny system preferencji.